# Salsa de modica
La salsa de modica es un plato típico de Guinea Ecuatorial a base de carne o pescado guisado en una salsa de modika, tomate, pimiento, cebolla, ajo y más. El ingrediente estrella de esta preparación, la modica, es un condimento que se extrae del dátil de palma (también llamado palmiste o noix de palme en francés). Estas nueces se tuestan y machacan, quedando una especie de piedra dura de apariencia similar al chocolate. De esta manera se puede conservar por varios meses. La piedra de modica o «chocolate» (como también se le llama localmente) se hace polvo con un rallador y se agrega a la sopa. A veces se fríe la modica para que quede menos viscosa la salsa. Su equivalente en Nigeria es el ogbono soup. 
El palmiste no puede faltar, sin embargo el resto de la receta varía de un hogar a otro. Frecuentemente se agrega caldo en polvo o maggi en polvo. También el crafís o crayfís, que es un polvo de gamba / camarón seco ahumado, le aporta un sabor único al plato. Las piezas de carne se fríen hasta dorarse la piel o bien se cuecen en el mismo guiso junto con las verduras y las especias. En las áreas de la costa y las islas se cocina el pescado en salsa modica. En las zonas rurales también es común usar carnes de animales silvestres, como pangolín o puercoespín. Tradicionalmente se sirve con yuca o plátano hervido (fufu) y arroz como acompañamiento.
El antílope en salsa de modica es mencionado en la novela Avión de ricos, ladrón de cerdos (2008), de Juan Tomás Ávila Laurel.